# Tablice rejestracyjne w Kirgistanie
Pierwsze kirgiskie tablice rejestracyjne powstały w 1980 r., kiedy Kirgistan był republiką Związku Radzieckiego. Mimo że państwo uzyskało niepodległość w 1991 r., stare tablice były nadal stosowane – do czasu wprowadzenia nowego formatu w 1994.

## Wzory tablic

### 1980-1993
Między 1980 a 1993 kirgiskie tablice były produkowane według radzieckiego wzoru GOST 3207-77. Sekwencja alfanumeryczna tablic była w formacie: x ## ## XX – gdzie x oznacza małą literę cyrylicy; # jest cyfrą w przedziale 0-9; XX to dwie litery cyrylicy, które oznaczają gdzie pojazd został zarejestrowany (np. БИ oznaczał Biszkek).
| с 15 63 БИ |

#### Spis kodów (seria 1980-1993)
| Kod | Rejon               |
| --- | ------------------- |
| БИ  | Biszkek             |
| ЖД  | obwód dżalalabadzki |
| ИК  | obwód issykkulski   |
| НР  | obwód naryński      |
| ОШ  | obwód oszyński      |
| ТФ  | obwód tałaski       |
| ТЯ  | obwód tjańszánski   |
| ФИ  | obwód frunzieński   |
| ЧС  | obwód czujski       |

### 1994-2015
W 1994 r. powstał nowy wzór, który bardziej przypominał standard europejski. Najbardziej znaczące zmiany w wyglądzie tablic to wprowadzenie alfabetu łacińskiego w miejsce cyrylicy (znaki alfanumeryczne były wykonane czcionką DIN 1451); i obecność flagi Kirgistanu po lewej strony (w konwencji europaska). Pierwsza litera oznacza miejsce rejestracji.

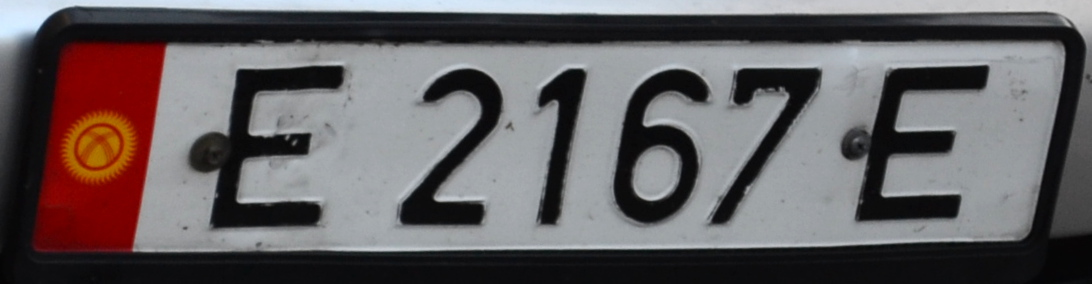
Kirgiska tablica rejestracyjna serii obowiązującej do 2015 r.

|  |

#### Spis kodów (seria 1994-2015)
| Kod | Rejon               |
| --- | ------------------- |
| А   | obwód batkeński     |
| B   | Biszkek             |
| C   | obwód czujski       |
| D   | obwód dżalalabadzki |
| E   | Biszkek (peryferie) |
| I   | obwód issykkulski   |
| N   | obwód naryński      |
| O   | Osz                 |
| S   | obwód czujski       |
| T   | obwód tałaski       |
| Z   | obwód oszyński      |

## od 2015
Począwszy od 2015 roku wzór tablic rejestracyjnych zmienił się jeszcze raz. Oznaczenia składają się z grup cyfr i liter wykonanych czcionką FE-Schrift. 
Oznaczenia najpowszechniej stosowane są w formacie ##|###xxx (dla pojazdów prywatnych) lub ##|###xx (dla motocykli oraz pojazdów państwowych) – dla wszystkich tych pojazdów tablice są białe, a cyfry (tu jako "#") oraz litery (jako "x") są czarne, przy czym pojazdy państwowe oznaczone są literami "PT". Pierwsze dwie cyfry, po lewej stronie tablicy, są oddzielone od pozostałych cyfr pionową linią i wskazują kod jednostki administracyjnej, pod nimi umieszczona jest flaga państwowa oraz kod państwa – litery KG.
|  |
|  |

Czarne litery na białym tle mają także tablice rejestracyjne prezydenta, na których widnieje tylko flaga państwowa, dwie cyfry i litery "KG".
|  |

Pojazdy należące do obcokrajowców i firm zagranicznych w systemie obowiązującym od 2016 r. miały litery czarne na żółtym tle; od 2018 zaczęto jednak wydawać cudzoziemcom tablice białe. Na tych tablicach nie ma flagi Kirgistanu po lewej stronie i mają format ##|####x, przy czym litera na końcu tablicy oznacza:
- H: Pojazdy należące do obywateli innych państw..
- P: Pojazdy znajdujące się w kraju przez ponad 6 miesięcy.
- M: Pojazdy należące do zagranicznych firm, ich personelu i rodzin.
- K: Pojazdy należące do zagranicznych mediów.

|  |

Pojazdy służb konsularnych i dyplomatycznych mają białe litery na czerwonym tle (dla agend ONZ - na niebieskim).
|  |